# Jaren Jackson (ur. 1999)
Jaren Jackson Jr (ur. 15 września 1999 w Plainfield) – amerykański koszykarz, występujący na pozycjach silnego skrzydłowego lub środkowego, aktualnie zawodnik Memphis Grizzlies.
W 2017 wystąpił w trzech meczach wschodzących gwiazd – Nike Hoop Summit, Jordan Brand Classic oraz McDonald’s All-American.
Jego ojcem jest – Jaren Jackson Senior, mistrz NBA z 1999.

## Osiągnięcia
Stan na 13 września 2023, na podstawie, o ile nie zaznaczono inaczej.

### NCAA
- Uczestnik turnieju NCAA (2018)
- Mistrz sezonu regularnego konferencji Big 10 (2018)
- Obrońca roku Big 10 (2018)[6]
- Najlepszy pierwszoroczny zawodnik roku konferencji Big 10 (2018)[7]
- Zaliczony do:
  - I składu najlepszych pierwszorocznych zawodników Big 10 (2018)
  - III składu Big 10 (2018)
- Lider Big 10 w liczbie (106) i średniej bloków (3 – 2018)

### NBA
- Obrońca roku NBA (2023)[8]
- Zaliczony do:
  - I składu:
    - defensywnego NBA (2022[9], 2023[10])
    - debiutantów NBA (2019)[11]

  - II składu letniej ligi NBA (2018)
- Uczestnik
  - meczu gwiazd NBA (2023)
  - meczu gwiazd NBA (2025)[12]
  - Rising Stars Challenge (2019[13], 2020[14])
- Lider sezonu regularnego NBA w średniej bloków (2022 – 2,27, 2023 – 3)[15]

### Reprezentacja
Seniorska
- Uczestnik mistrzostw świata (2023 – 4. miejsce)[16]

Młodzieżowa
- Mistrz świata U–17 (2016)